# شفقت محمود
شفقت محمود (بالأردوية: شفقت محمود)‏؛ (19 فبراير 1950 - ) سياسي باكستاني وهو وزير التعليم والتدريب المهني الاتحادي الحالي، والوزير الاتحادي للتاريخ الوطني والتراث الأدبي منذ 20 أغسطس 2018. وهو عضو في المجلس الوطني الباكستاني منذ أغسطس 2018.
وكان سابقًا عضوًا في المجلس الوطني الباكستاني من يونيو 2013 إلى مايو 2018، وعضو في مجلس الشيوخ الباكستاني من مارس 1994 إلى مارس 2000. عمل وزيرًا اتحاديًا لوزارة الغذاء والزراعة والثروة الحيوانية، ووزارة البيئة والشؤون الحضرية والغابات والحياة البرية ووزارة الحكم المحلي والتنمية الريفية في مجلس الوزراء الاتحادي لرئيس الوزراء مالك معراج خالد من نوفمبر 1996 إلى فبراير 1997.
```
كما شغل منصب وزير مقاطعة البنجاب للإعلام من عام 1999 إلى عام 2000 أثناء حكم 
برويز مشرف
.
[
3
]
```